# 柯尼斯堡级小巡洋舰 (1905年)
柯尼斯堡级小巡洋舰（德語：Königsberg-Klasse）是德意志帝国海军所建造的四艘小巡洋舰的船级。它由首舰柯尼斯堡号、纽伦堡号、斯图加特号和斯德丁号所共同组成。这些舰只是前身不来梅级的改良版本，有稍大的体积和更快的航速，并装备有相同的十门105毫米40倍径速射炮和两具450毫米鱼雷发射管。
四艘同级舰于第一次世界大战期间得到了广泛运用。柯尼斯堡号在印度洋进行破交战，然后受困魯菲吉河并遭英国军舰击沉。尽管如此，其舰炮在经过德国陆军改造后仍被用于德属东非。纽伦堡号作为东亚分舰队的一份子，参加了科罗内尔海战和福克兰群岛海战。在前一次战斗中，它击沉了英国装甲巡洋舰蒙默思号；而在后一次中则遭对方的肯特号所击沉。斯图加特号和斯德丁号在战争期间留在德国水域，并共同参与了1916年5月31日至6月1日爆发的日德兰海战。它们与英国舰队进行了近距离的夜战，但均未受到严重破坏。两艘姊妹舰在战争后期都退出了现役，其中斯德丁号转为担任教练船，而斯图加特号则被用作水上飞机母舰。它们都在战争中幸存了下来，并在战后作为战利舰被割让予英国。两艘舰最终于1920年代拆解报废。

## 设计
柯尼斯堡级是根据1903－04年度和1904－05年度的预算案进行开发。早在1898年，第一部《德国舰队法》便已授权德意志帝国海军新建三十艘小巡洋舰，至1904年，瞪羚级和不来梅级已经满足了前十七艘的需求。柯尼斯堡级的设计遵循了与前两个船级相同的整体参数，但在尺寸和速度方面有了显著的改进。与不来梅级一样，柯尼斯堡级也有一个成员，即斯德丁号安装了蒸汽轮机，以便与传统的三胀式蒸汽机进行比较，以评估它们的性能。

### 整体特征

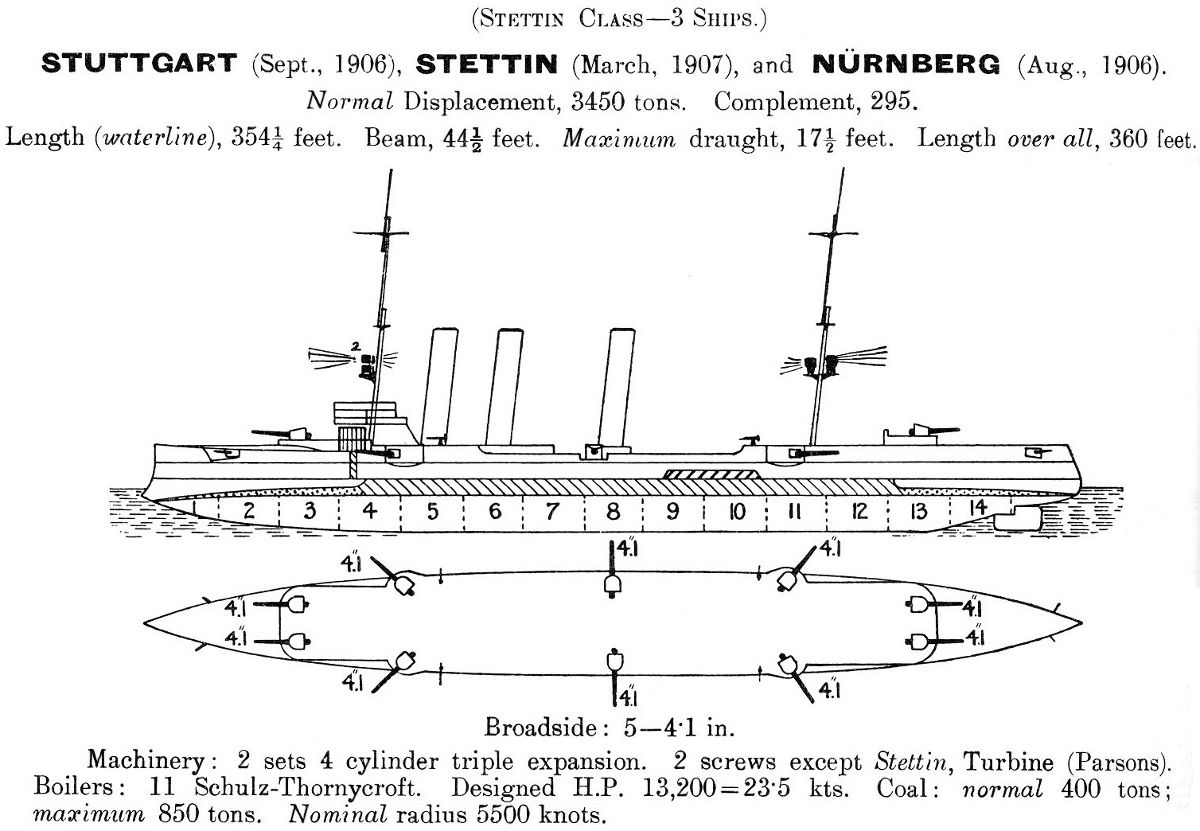
1914年《简氏战舰》所描绘的左视图和平面图

柯尼斯堡级各舰的特征略有不同。首舰的水线长度和全长分别为114.80（376英尺8英寸）和115.30（378英尺3英寸），有13.20（43英尺4英寸）的舷宽和5.29（17英尺4英寸）的前吃水；其余三艘舰的水线长度和全长则分别为116.80（383英尺2英寸）和117.40（385英尺2英寸），有13.30（43英尺8英寸）的舷宽和5.14至5.4（16英尺10英寸至17英尺9英寸）之间的前吃水。柯尼斯堡号的设计排水量为3,390公噸（3,340長噸），满载排水量为3,814公噸（3,754長噸）；纽伦堡号和斯图加特号的设计排水量为3,469公噸（3,414長噸），满载排水量分别为3,902公噸（3,840長噸）和4,002公噸（3,939長噸）；斯德丁号则有3,480公噸（3,430長噸）的设计和3,822公噸（3,762長噸）的满载排水量。
柯尼斯堡级舰只的船体采用纵横钢框架构造，并分为十三个或十四个水密舱室，其中包含一个占龙骨长度比重为47%的双层船底。转向则由单舵控制。这些舰只均为良好的远洋船具，但有严重的易倾性和高达二十度的摆动。它们在高速航行时会被打湿，并会略微受到上风舵的影响；而斯图加特号则会受到严重的上风舵影响。舰只的横向稳心高度为0.54至0.65米（1英尺9英寸至2英尺2英寸）。标准船员编制为14名军官和308名水兵。此外，它们还配备了一些小型舰载艇，其中包括1艘哨艇、1艘大舢板、1艘小汽艇、2艘高低桅帆船和2艘小划艇。

### 机械装置

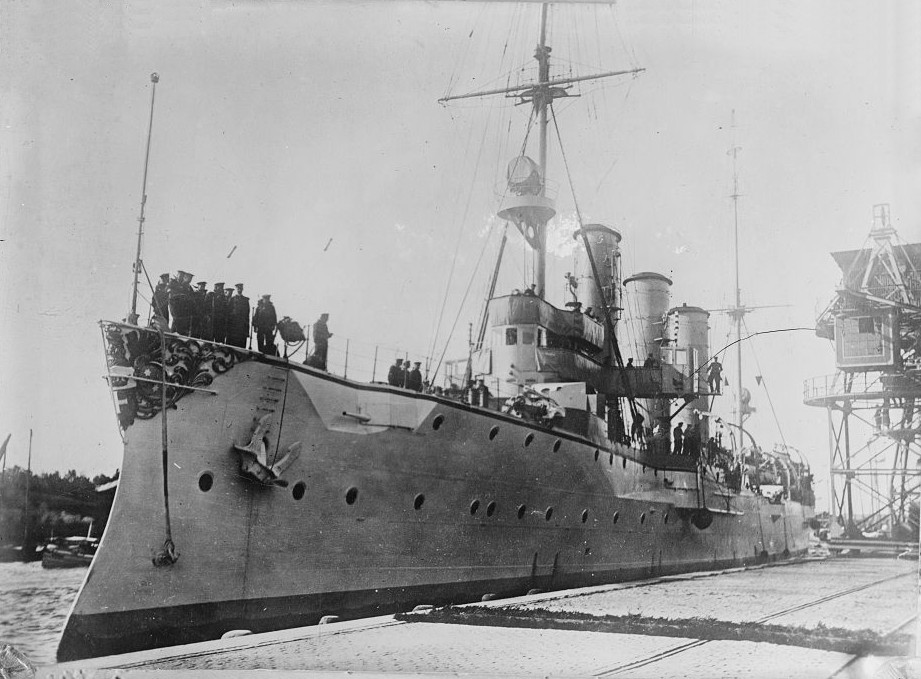
柯尼斯堡号于战前锚泊在海港

柯尼斯堡级的前三艘舰是采用两台三胀式蒸汽机作为推进系统，其额定功率设计为13,200匹指示馬力（9,800千瓦特），最高速度为23節（43每小時）。斯德丁号则安装有一对帕森斯蒸汽轮机，额定功率为13,500匹軸馬力（10,100千瓦特），最高速度达24節（44每小時）。然而，每艘舰在进行速度试验时都超过了其设计时速的半节以上。全部四艘同级舰的发动机均由十一台燃煤船用式水管锅炉提供动力，它们被汇入舰舯的三座烟囱中。值得注意的是，后三艘舰的艉部烟囱是“中断”的：它与舯部烟囱的距离比起艏部大得多，这是由于细分的锅炉设备所造成的，柯尼斯堡号划分为三个锅炉舱，其余则为五个。这些舰只的设计贮煤量为400公噸（390長噸）煤，尽管它们实际最高的贮存量可达880公噸（870長噸）。柯尼斯堡号能够以12節（22每小時）的速度续航5,750海里（10,650）；而其余三艘舰的续航距离则显著较短。其中纽伦堡号和斯图加特号可以相同的速度巡航4,120海里（7,630），而斯德丁号的航程则为4,170海里（7,720）。在电力供应方面，柯尼斯堡号配备有两台发电机，其余三艘舰则为三台。它们在100伏特电压下的总输出功率为90至135千瓦特（121至181匹馬力）。

### 武器及装甲
柯尼斯堡级舰只配备有十门单装105毫米40倍径速射炮。其中两门并排布置在艏艛前方，六门设于舰舯、每边各三门，以及两门并排布置在舰艉。炮管的仰角可提升至30°，使其可以瞄准最高达12,700（13,900碼）开外的目标。它们共提供1500发弹药，其中每炮150发。在职业生涯的后期，柯尼斯堡号还安装了两门88（3.5英寸）炮；另外三艘舰则配备了八门52毫米55倍径速射炮和4000发弹药。此外，全部四艘舰还标配有两具450（17.7英寸）鱼雷管和五枚鱼雷，均浸没舷侧的船体内。
柯尼斯堡级舰只的装甲由两个普通钢层和一个克虏伯钢层组成。其甲板厚度在舰艏达80（3.1英寸），至艉部则弱化为20（0.79英寸）。45（1.8英寸）厚的斜面装甲也具有一定的垂直防护能力，它与贮煤舱相连。司令塔的侧面有100（3.9英寸）厚、顶面为20（0.79英寸）厚。炮支则受到厚度为50（2.0英寸）的炮挡保护。

## 建造

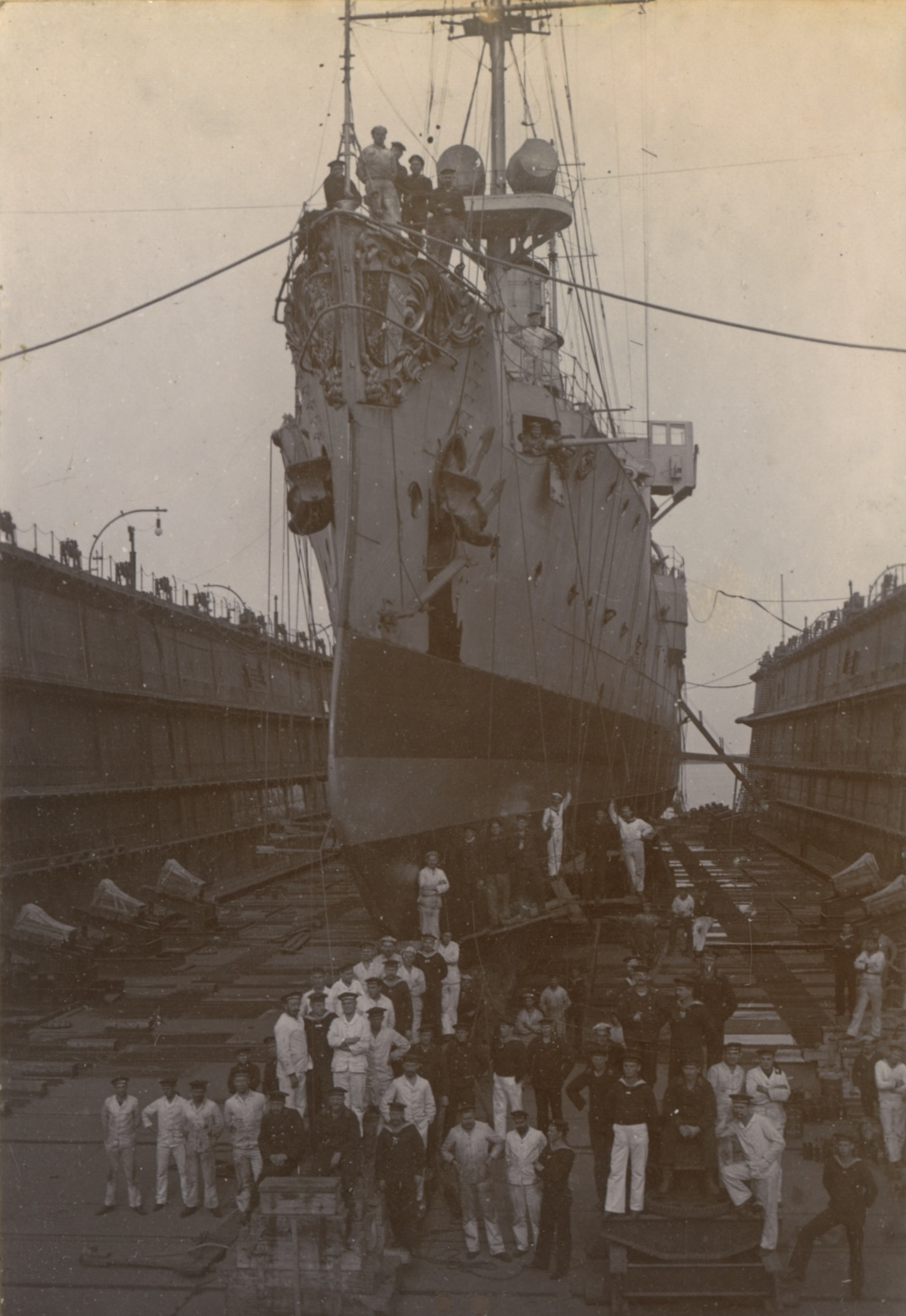
船坞内的纽伦堡号

柯尼斯堡级的前三艘舰均由国营造船厂承建。柯尼斯堡号是1905年在基尔的帝国船厂开始架设龙骨，同年12月12日下水，至1907年4月6日投入帝国海军使用。纽伦堡号于翌年同样在基尔帝国船厂开建，同年8月28日下水，至1908年4月10日投入使用。斯图加特号是在但泽的帝国船厂建造，它于1905年架设、1906年9月22日下水，至1908年2月1日入役。斯德丁号是同级中唯一一艘由私营造船厂承建的舰只，于1906年在同名城市的伏尔铿船厂架设，1907年3月7日下水，并至七个月后、即1907年10月29日投入使用。

### 同级舰
| 舰只       | 造船厂           | 命名来源 | 架设日期 | 下水日期       | 入役日期       | 结局              |
| ---------- | ---------------- | -------- | -------- | -------------- | -------------- | ----------------- |
| 柯尼斯堡号 | 基尔帝国船厂     | 柯尼斯堡 | 1905年   | 1905年12月12日 | 1907年4月6日   | 1915年7月11日自沉 |
| 纽伦堡号   | 基尔帝国船厂     | 纽伦堡   | 1906年   | 1906年8月28日  | 1908年4月10日  | 1914年12月8日击沉 |
| 斯图加特号 | 但泽帝国船厂     | 斯图加特 | 1905年   | 1906年9月22日  | 1908年2月1日   | 1920年拆解报废    |
| 斯德丁号   | 斯德丁伏尔铿船厂 | 斯德丁   | 1906年   | 1907年3月7日   | 1907年10月29日 | 1921年拆解报废    |

## 服役历史
柯尼斯堡级舰只在入役后主要跟随公海舰队共同服役，尽管斯图加特号同时还担任炮术教练船的职责。纽伦堡号和柯尼斯堡号分别于1910年和1914年被部署至海外。其中纽伦堡号被派往东亚分舰队，而柯尼斯堡号去往东非。斯图加特号和斯德丁号则同时留在德国。

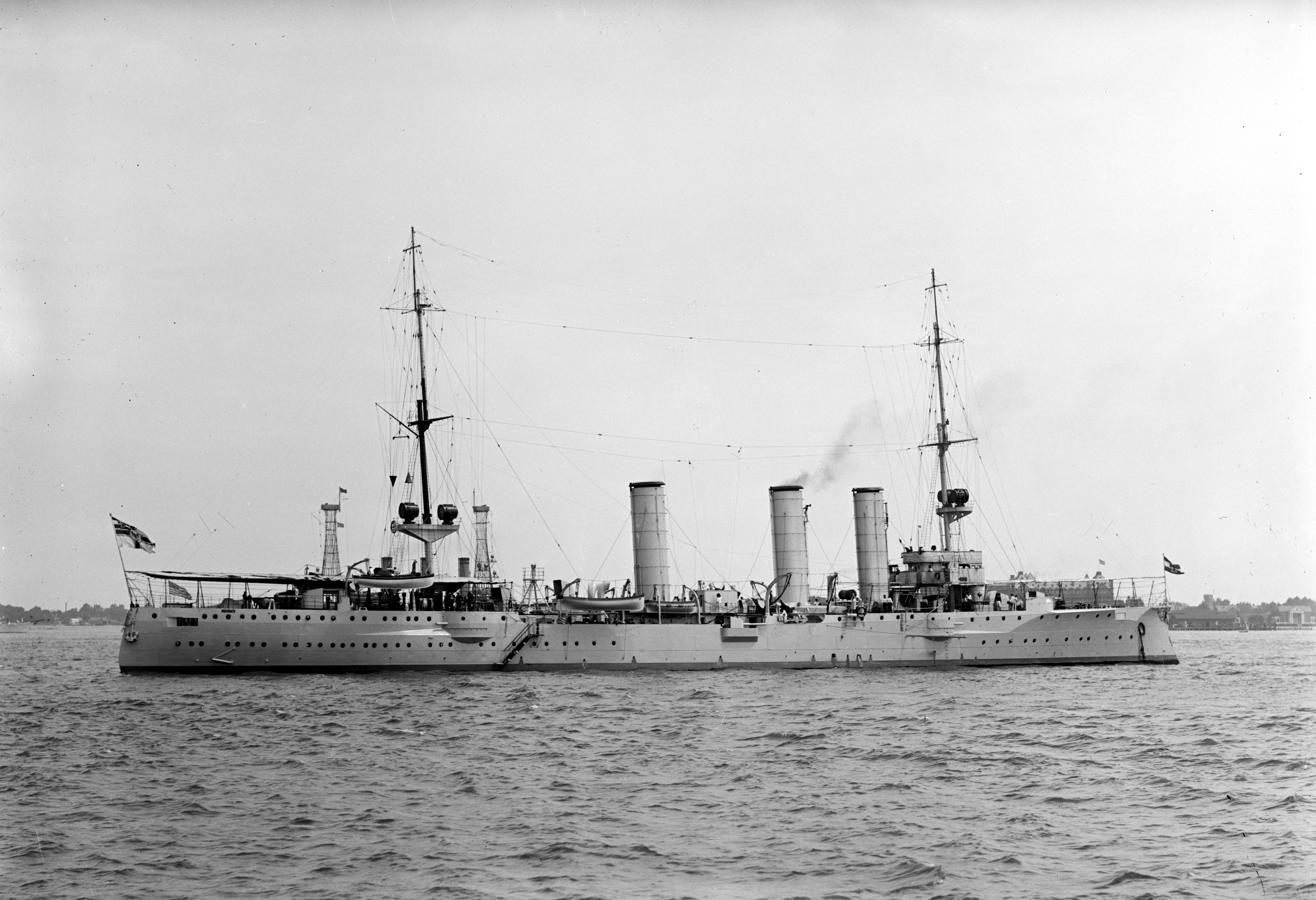
斯德丁号于1912年

在第一次世界大战期间，全部四艘舰都曾有过活跃的职业生涯，并在许多重大战役的冲突过程中参与了行动。当战争爆发时，柯尼斯堡号正驻扎在德属东非；它受命开始对该地区的英国人实施破交战。舰只在这方面相对不成功，仅击沉过英籍货轮温彻斯特城号（City of Winchester）。然而，它确实在港湾奇袭了英国巡洋舰珀伽索斯号，并于桑给巴尔海战中将对手击沉。随后，它被封锁在魯菲吉河，最终遭两艘英国浅水重炮舰默西号和塞文号所摧毁。而柯尼斯堡号的舰炮则从舰只残骸中取出，并安装在简易炮架上，于一战期间继续应用于德属东非。
纽伦堡号于战争爆发时仍被派往东亚分舰队，受海军中将馬克西米連·馮·斯比指挥。该分舰队原本以中国青岛为基地，但为了对南美洲的英国商船实施破交战而穿越太平洋。1914年11月，纽伦堡号参加了科罗内尔海战，当时一个英国分舰队正试图拦截德国区舰队。它在那里击沉了英国装甲巡洋舰蒙默思号。接下来的一个月，在福克兰群岛海战中，纽伦堡号遭英国装甲巡洋舰肯特号击沉，这是另一个英国分舰队的成员，被派往追击施佩的分舰队。
斯德丁号和斯图加特号都随公海舰队参与了在北海的行动。斯德丁号于1914年8月出席了黑尔戈兰湾海战，受到的伤害相对较小。两艘姊妹舰均参加了1916年5月31日至6月1日爆发的日德兰海战。斯德丁号遭到两次命中但至夜间没有再受到进一步破坏；而斯图加特号则在战斗中毫发无损。两舰于1917年撤出现役，其中斯德丁号转为担任教练船，而斯图加特号则于1918年被用作水上飞机母舰。它们都在战争中幸存了下来，并在战后作为战利舰被割让予英国。两艘舰最终于1920年代拆解报废。